# House Flipper
House Flipper est un jeu de simulation, développé par le studio indépendant polonais Empyrean et publié par Playway S.A. et Frozen District sur Steam. Il a été publié le 17 mai 2018. Il est devenu un best-seller sur Steam,,.

## Système de jeu
Le jeu consiste à rénover des propriétés afin de générer un profit. Les tâches pouvant être accomplies comprennent la peinture, la pose de carreaux, le nettoyage, les installations et la démolition.

## Accueil
House Flipper a reçu des critiques mitigées « ou moyenne » selon l'agrégateur d'examen Metacritic, avec plusieurs examinateurs faisant remarquer que l'expérience des joueurs sur House Flipper est satisfaisante tout en questionnant ses possibilités de jeu à long terme.

## Contenus téléchargeables
Des contenus téléchargeables supplémentaires sont publiés pour les versions PC et Mac du jeu :
- House Flipper: Apocalypse Flipper (17 mai 2018)[7]
- House Flipper: Garden Flipper (16 mai 2019)[8]
- House Flipper: HGTV (14 mai 2020)[9]
- House Flipper: Cyberpunk Flipper (19 novembre 2020)[10]
- House Flipper: Luxury Flipper (mai 2021)[11]